# Els Vandevorst
Els Vandevorst (Stiphout,  10 juni 1962) is een Nederlands filmproducent.
Met haar afstudeerfilm Alaska (regie: Mike van Diem) won zij de Student Academy Award voor beste studentenfilm, een prijs die jaarlijks door de organisatie van de Oscars worden uitgereikt aan de beste studentenfilms ter wereld. Na de filmacademie in Amsterdam (co-)produceerde zij veel films, zowel van nationale als internationale regisseurs, zoals Lars von Trier, Aleksandr Sokoerov, Thomas Vinterberg, Martin Koolhoven en Mike van Diem. Wilfried Depeweg en Vandevorst richtten in 1997 Isabella Films op, genoemd naar de dochter van Depeweg en Vandevorst. Na het succes van Het Zuiden en Oorlogswinter, beide geregisseerd door Koolhoven, besloten beiden om de handen ineen te slaan met het in 2010 opgerichte filmproductiebedrijf N279 Entertainment. Dit bedrijf is genoemd naar de weg tussen Asten en Helmond waar Martin Koolhoven en Vandevorst opgroeiden. Vandevorst was ook de producent van Koolhovens film Brimstone.

## Filmografie
| Jaar | Titel                        | Regisseur              |
| ---- | ---------------------------- | ---------------------- |
| 2020 | Quo vadis, Aida?             | Jasmila Zbanic         |
| 2020 | CHNCHIK                      | Aram Shahbazyan        |
| 2020 | Eden                         | Ágnes Kocsis           |
| 2019 | Domino (2019)                | Brian De Palma         |
| 2016 | Brimstone                    | Martin Koolhoven       |
| 2015 | De surprise                  | Mike van Diem          |
| 2015 | Francofonia                  | Aleksandr Sokoerov     |
| 2013 | Boven is het stil            | Nanouk Leopold         |
| 2013 | A Fold in my Blanket         | Zaza Rusadze           |
| 2012 | Nono, het zigzagkind         | Vincent Bal            |
| 2011 | Kid                          | Fien Troch             |
| 2011 | Lena                         | Christophe Van Rompaey |
| 2010 | Adrienn Pál                  | Ágnes Kocsis           |
| 2010 | De vliegenierster van Kazbek | Ineke Smits            |
| 2010 | Cold Water of the Sea        | Paz Fábrega            |
| 2009 | Zwart water                  | Elbert van Strien      |
| 2000 | Het leven uit een dag        | Marc de Cloe           |
| 2008 | Oorlogswinter                | Martin Koolhoven       |
| 2005 | Manderlay                    | Lars von Trier         |
| 2004 | Het Zuiden                   | Martin Koolhoven       |
| 2004 | Dokter Vogel                 | Lodewijk Crijns        |
| 2003 | It's All About Love          | Thomas Vinterberg      |
| 2003 | Verder dan de maan           | Stijn Coninx           |
| 2003 | Dogville                     | Lars von Trier         |
| 2003 | Father and Son               | Sergei Potepalov       |
| 2000 | Villa des Roses              | Frank van Passel       |
| 2002 | Dancer in the Dark           | Lars von Trier         |
| 1999 | The Crossing                 | Nora Hoppe             |
| 1998 | Fl. 19,99                    | Mart Dominicus         |
| 1990 | Het nadeel van de twijfel    | Maarten Treurniet      |
| 1989 | Alaska                       | Mike van Diem          |